# Rekozettel

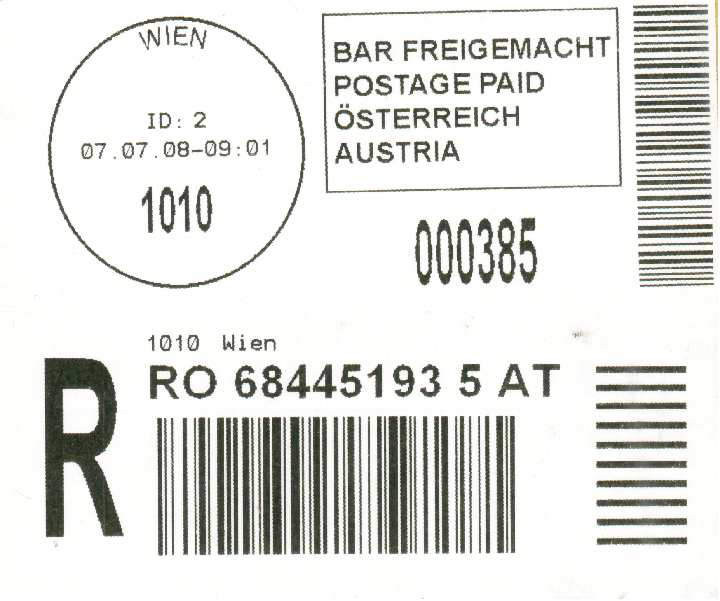
Muster eines Computerlabel-Rekozettels mit Poststempel

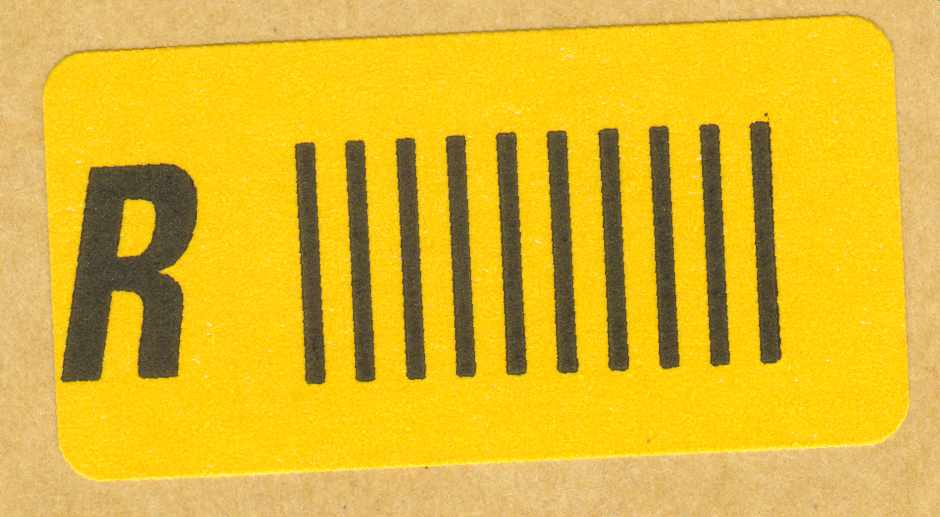
Bei Computerlabel-Rekozetteln müssen diese Zusatzklebezettel angebracht werden

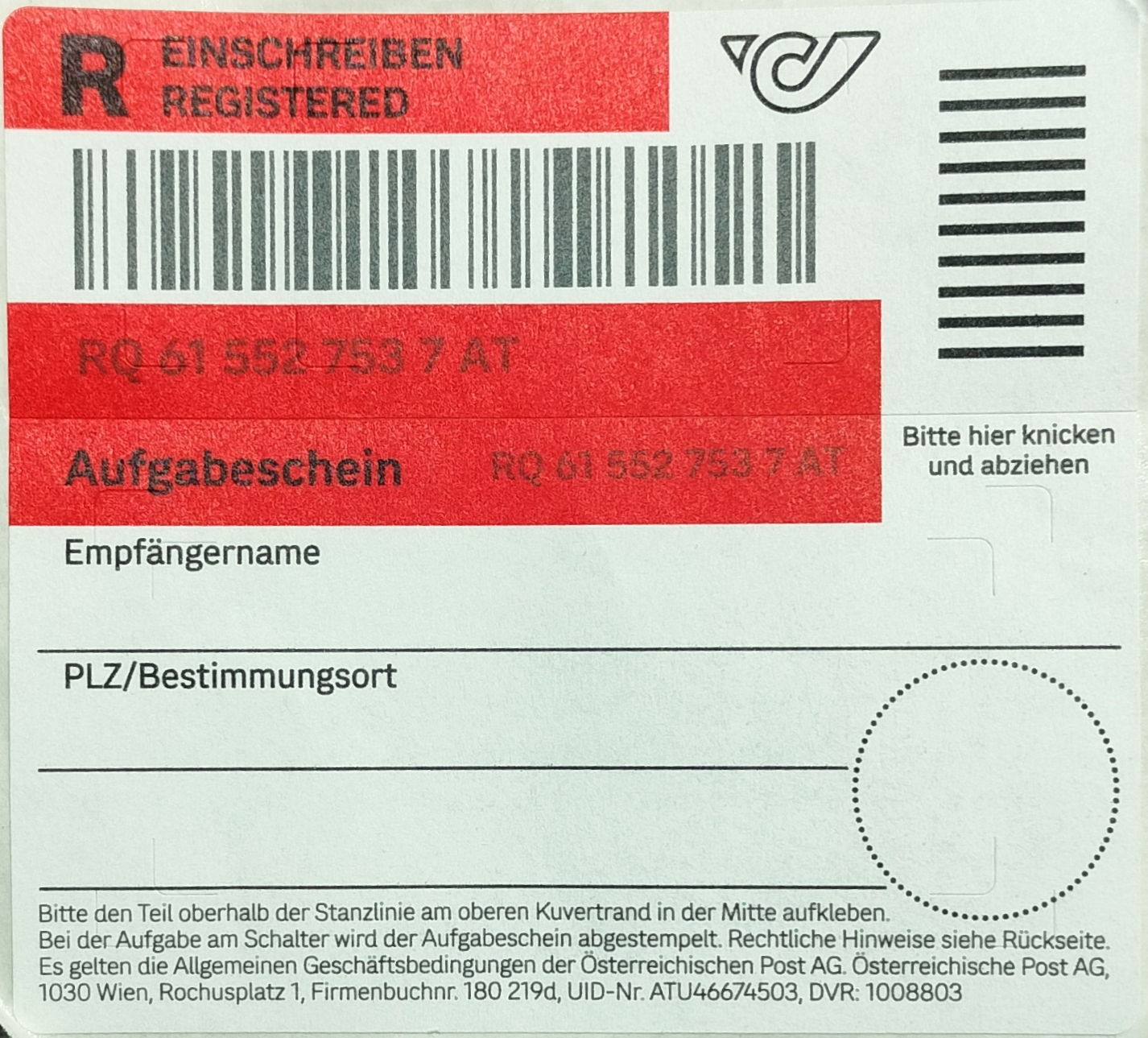
Ein aktuelles (2024) Einschreibelabel / Rekozettel, das nicht Vorbehalt ist. Unter dem eigentlichen Rekozettel ist ein Aufgabeschein, der bei Einlieferung am Schalter abgestempelt wird

Rekozettel ist die österreichische Bezeichnung für den Rekommandationsbeleg (Recommandationsbeleg), der beim sogenannten Einschreiben auf der Postsendung durch Kleben angebracht wird.

## Geschichte
Derartige Belege werden in Österreich seit 1885 verwendet: zunächst versuchsweise ab 15. März 1885 bei den Wiener Postämtern, ab 1. Oktober 1885 in derselben Ausstattung bei allen ärarischen Postämtern.
Von 29. Juli 2002 bis 11. Oktober 2010 vertrieb die Österreichische Post gelbe Rekozettel unter der Bezeichnung „Einschreib-Etikett“. Mit diesem wird das Entgelt für den Einschreibdienst entrichtet. Das Entgelt für die Beförderung wird jedoch getrennt in Form von Briefmarken, Freistempelabdrucken oder Freimachungs-Etiketten ausgewiesen. Das Etikett ist selbstklebend und wird in den Formen mit und ohne angehängtem Aufgabeschein vertrieben. Seit 12. Oktober 2010 werden nur noch die neuen roten Rekozetteln kostenlos ausgegeben. Bei diesen Etiketten muss das Einschreibentgelt gesondert in der Freimachungszone entrichtet werden. Für die Verwendung der bisherigen Rekozetteln für die Großaufgabe in den Briefzentren war eine Übergangsfrist bis 31. Dezember 2010 vorgesehen. Bei Aufgabe an einem Schalter einer Postfiliale konnten die bereits gekauften Rekozetteln noch bis 31. März 2011 verwendet werden. Nicht verbrauchte Etiketten wurden danach gegen Briefmarken umgetauscht, eine Barablöse (Auszahlung) war möglich.

## Buchstabenkennungen
Derzeit haben die Einschreib-Etiketten folgende Buchstabenkennungen zu Beginn:
RO – Reco-Opal (Schalter)

RR – Einschreibmarken, Einschreib-Etiketten der Sonderpostfilialen, Landzusteller, Selbstbezettler, Werttaschen

RG – Freigemachte Gefahrgutsendungen, Entgelt entrichtet

RU – Unfreie Gefahrgutsendung, Entgelt zahlt Empfänger

RF – Fundservice der Österreichischen Post AG (Entgeltpflichtig für den Empfänger mit € 12,00)
Seit 12. Oktober 2010:

RQ – Rekozettel mit Aufgabeschein, 50er Set in Schachteln

RH – Rekozettel ohne Aufgabeschein, Rolle zu 100 Stück
Seit 16. November 2012:

RS – Rekozettel mit Werteindruck (bezahltes Entgelt) der Frankierautomaten
Die österreichische Endung „AT“ ist bei allen Varianten gleich.

## Muster

### Österreichische Rekozetteln

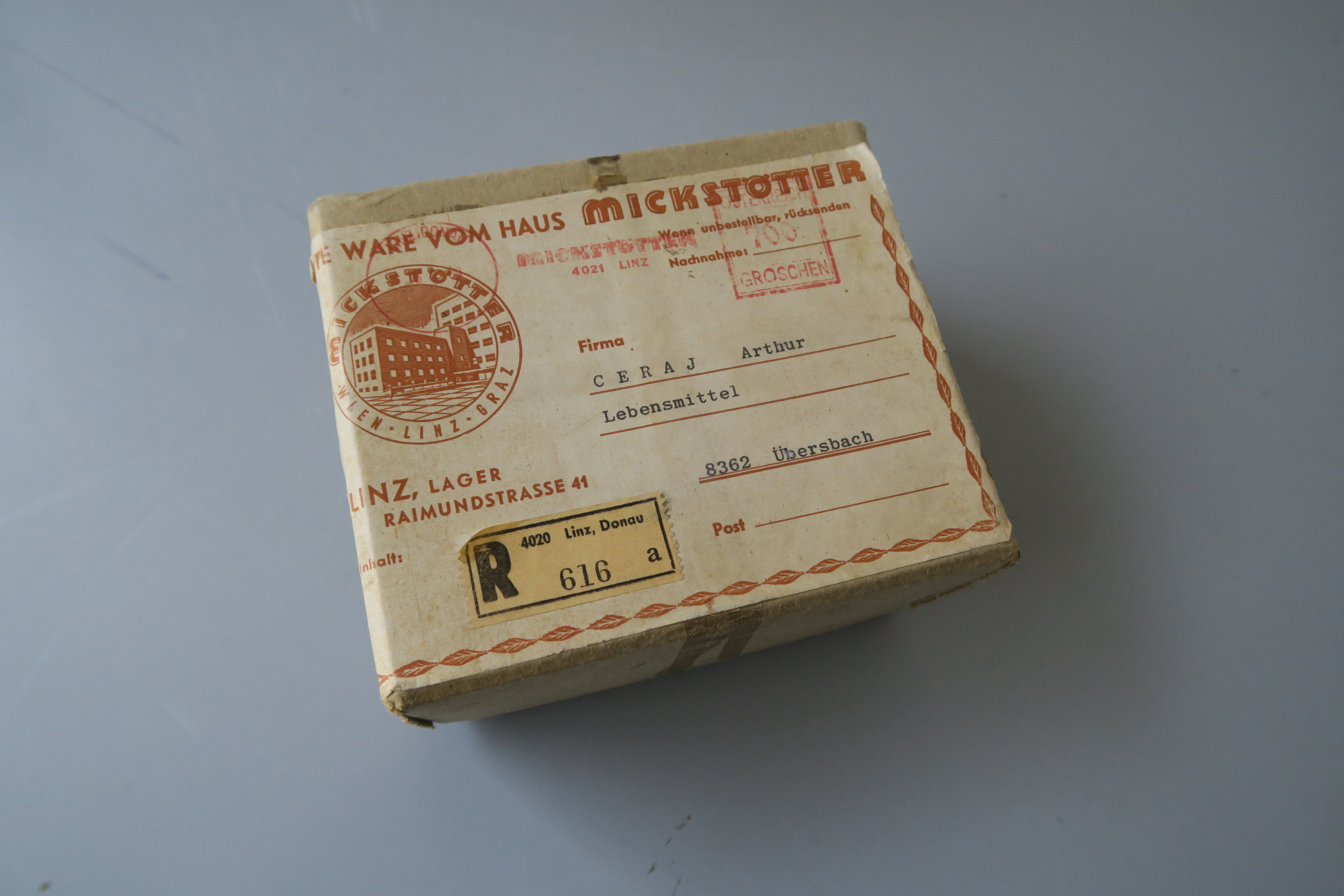
Rekozettel von 1968
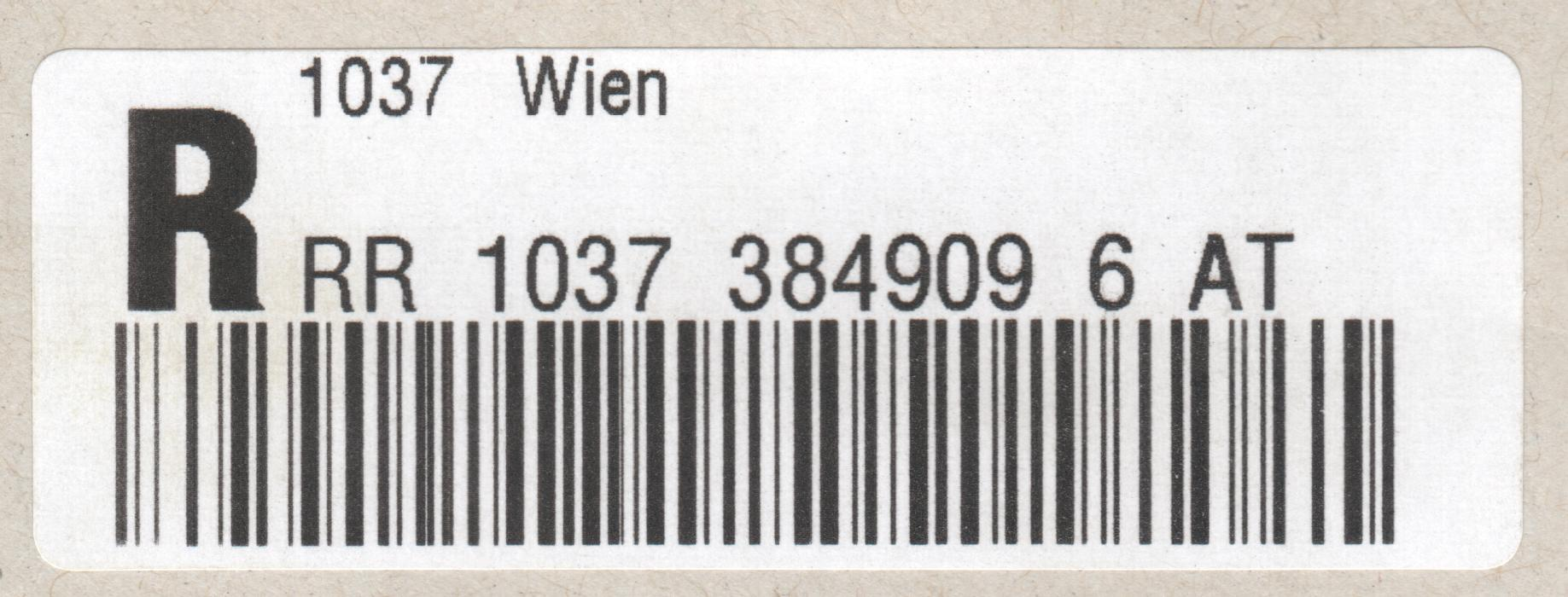
Nicht mehr in Verwendung befindliche Schalter-Rekozetteln (ist gelaufen); Februar 2000.
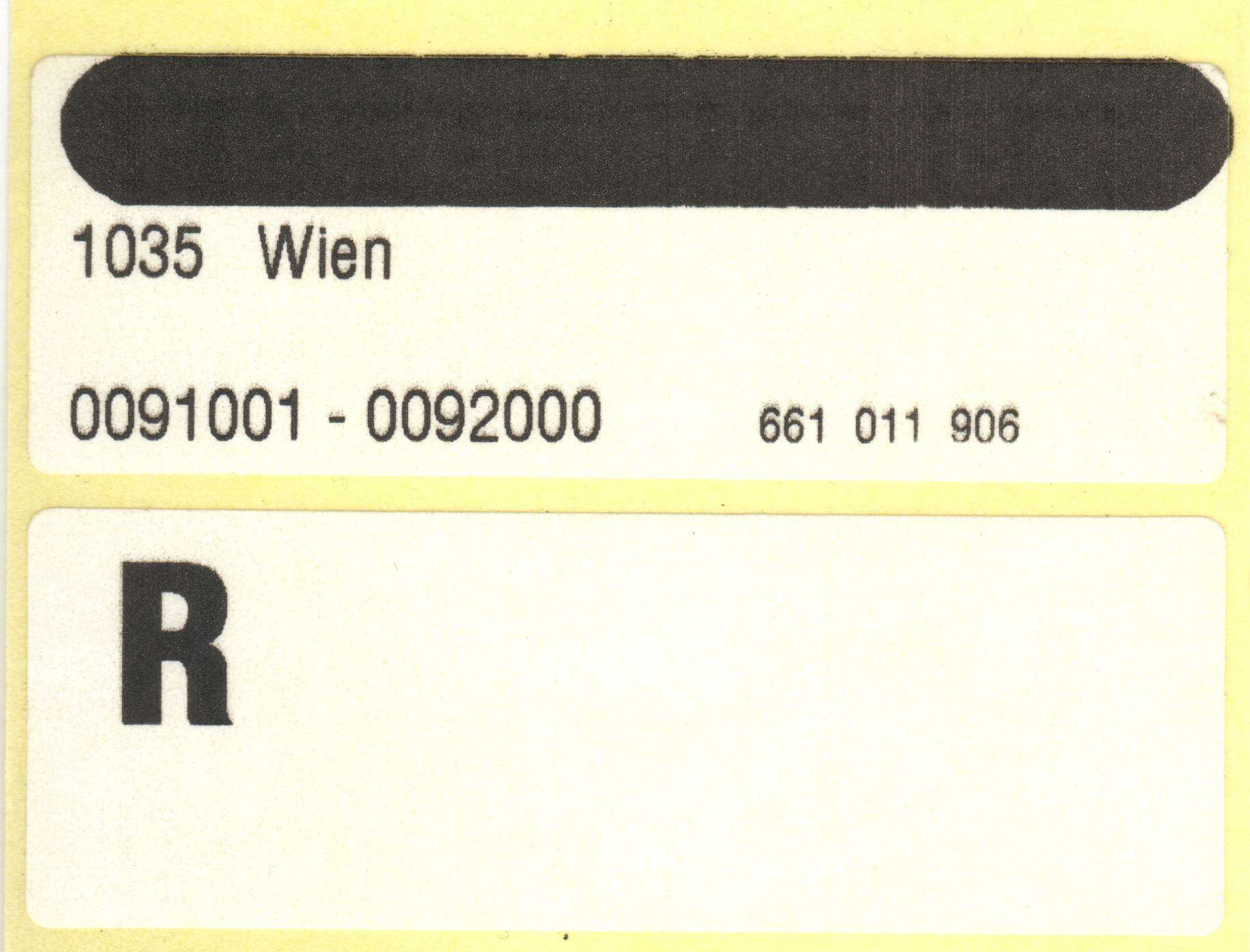
So begann eine Rekorolle: Nummernübersicht und ein paar „blinde“ Aufkleber; Mitte 2000. Vorläufer der jetzigen Schalter-Rekozetteln.
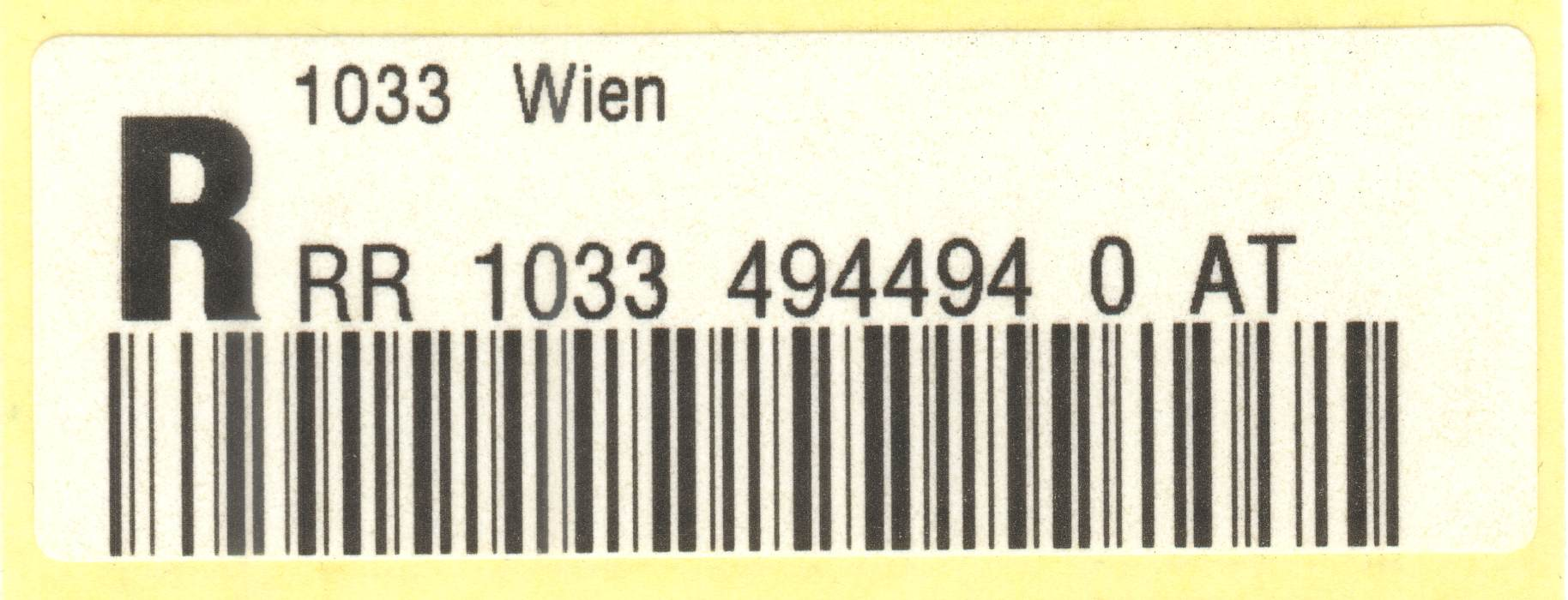
Reko-Aufkleber der aufgelassenen Postfiliale 1033 Wien mit besonders schöner Nummer (494494); Mitte 2000.
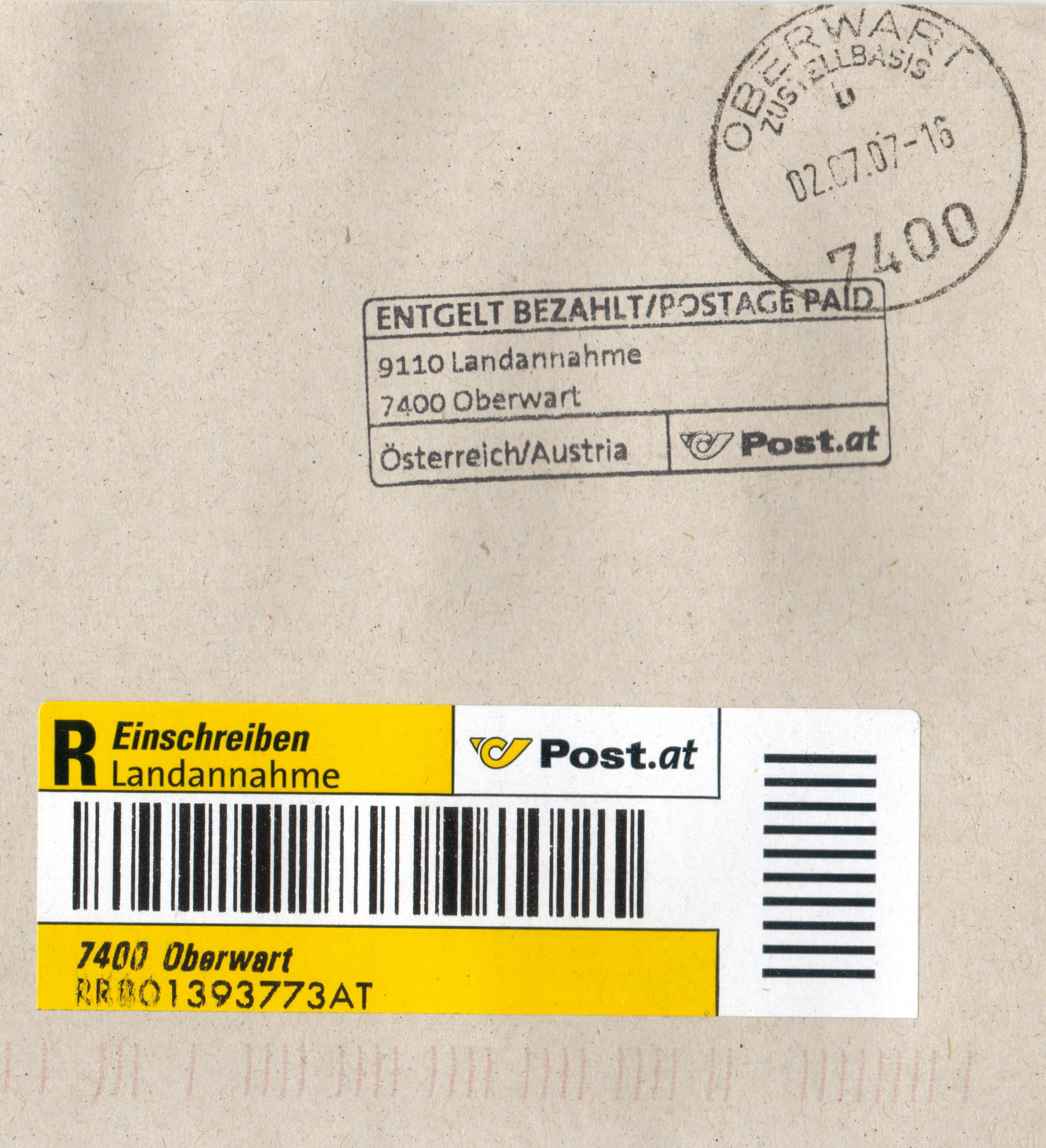
Reko-Aufkleber mit Freimachungsvermerk eines Landzustellers; 2. Juli 2007.
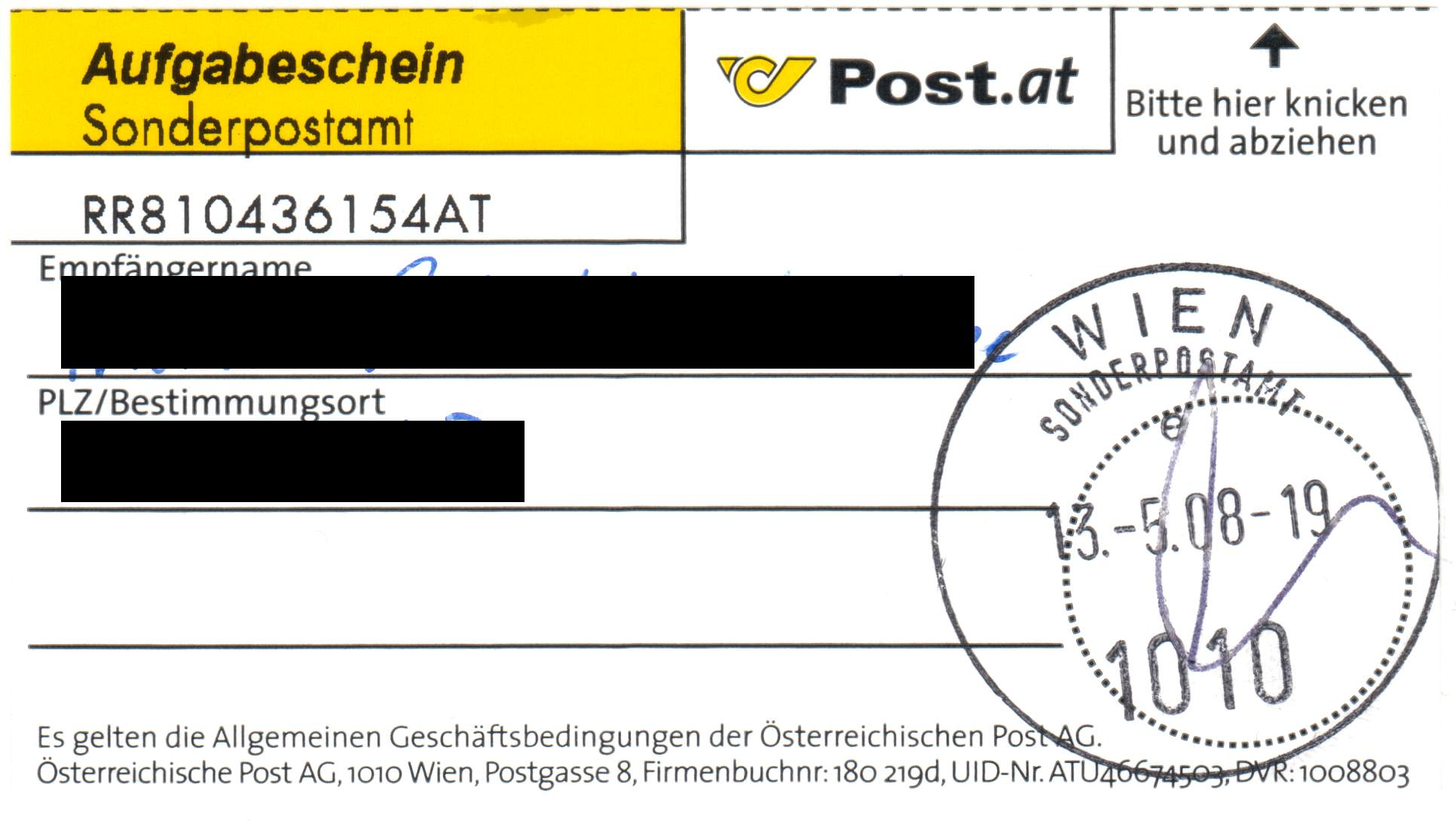
Aufgabeschein bei Sonderpostfilialen zu besonderen Anlässen; 13. Mai 2008. Mit diesem Aufgabeschein, an welchem ein Reko-Zettel angeschlossen ist, ist das Einschreibentgelt noch nicht entrichtet.
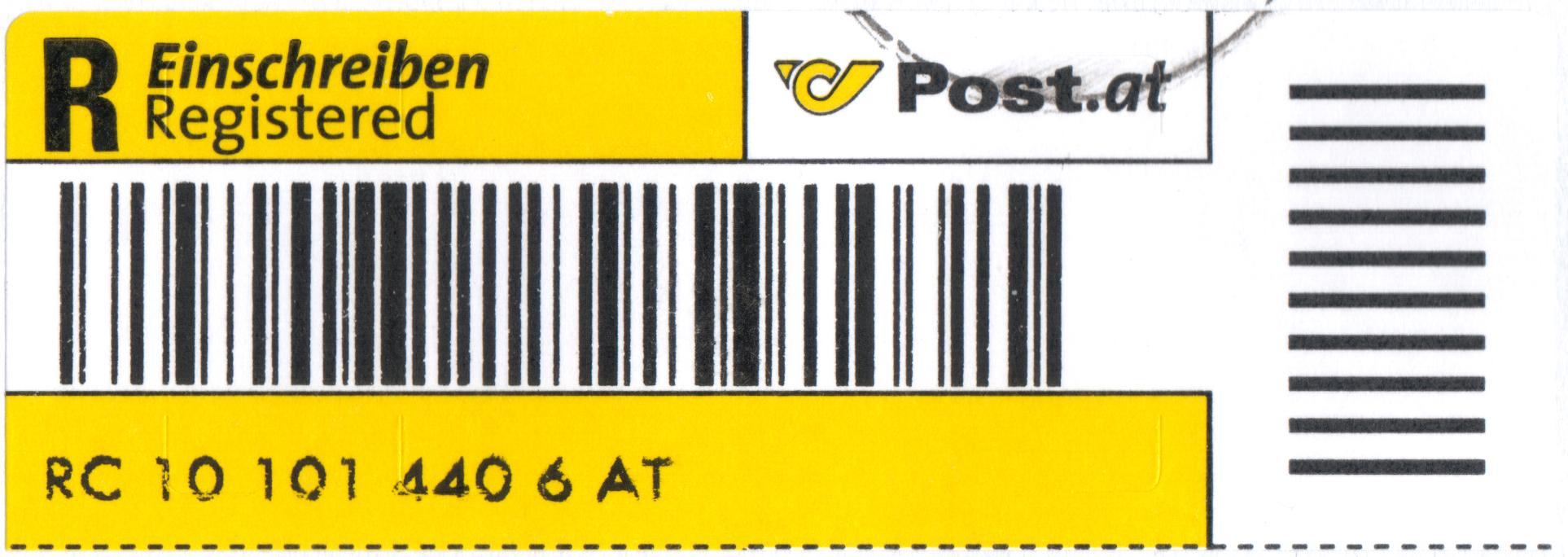
Neue Generation von Rekozetteln ohne angehängtem Aufgabeschein (ist gelaufen), mit diesem Aufkleber ist das Einschreibentgelt bereits entrichtet; August 2008.
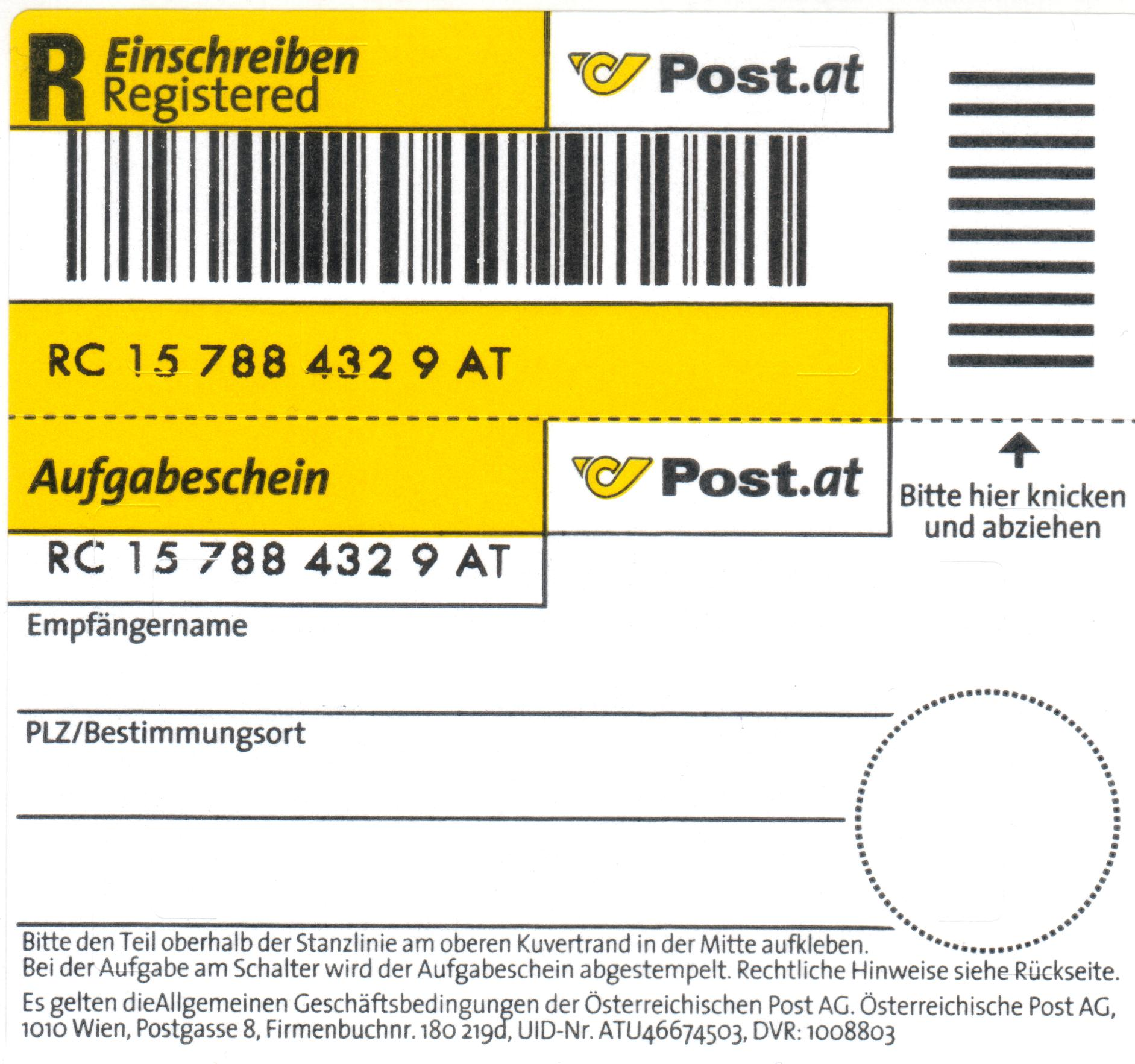
Rekozettel mit integriertem Aufgabeschein, Einschreibentgelt bereits bezahlt.
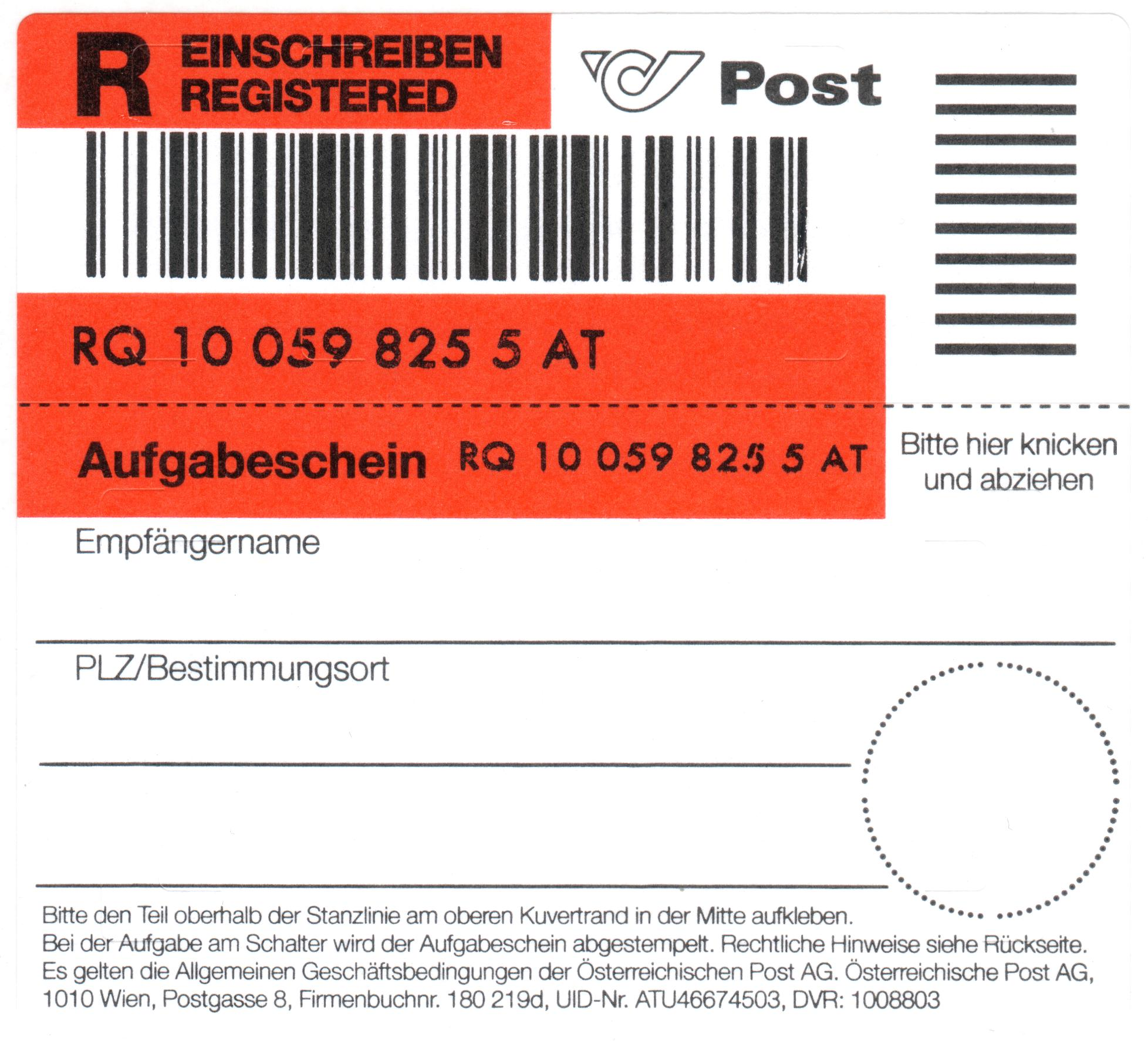
Neu ausgegebene Rekozettel mit integriertem Aufgabeschein, Einschreibentgelt muss noch entrichtet werden.

### Andere Länder

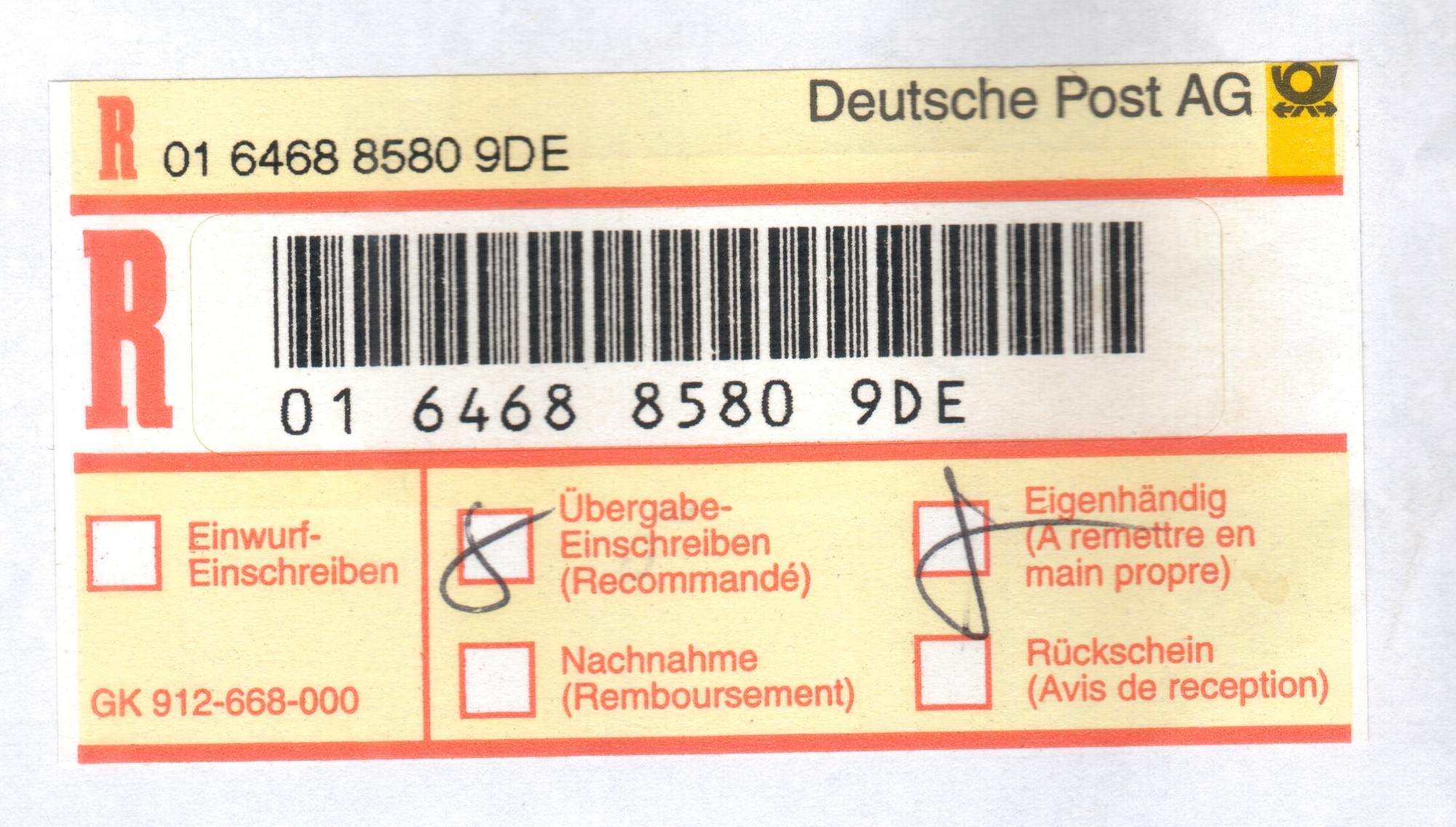
Ein Rekozettel aus Deutschland (ist gelaufen); Mitte 2000. Besonderheit: Eigenhändige Zustellung wurde verlangt.
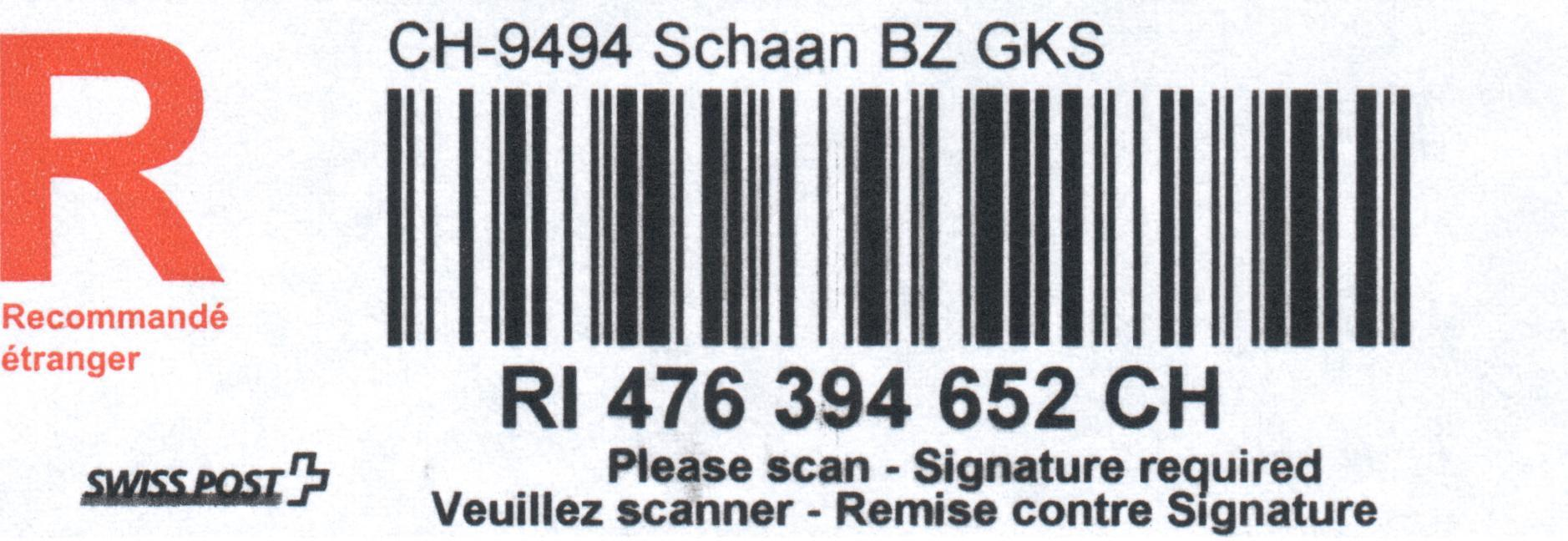
Ein Rekozettel aus der Schweiz für Schaan (Liechtenstein) (ist gelaufen); August 2008.

## Bedeutung für Sammler
Rekozettel sind (hauptsächlich im Umfeld von Briefmarkensammlungen/der Philatelie) eigene Sammelobjekte. Beispielhaft kann der Verein „Erster Österreichischer Rekozettel-Sammlerverein“ mit seinem Periodikum Reko-Post genannt werden.